# Фернандо Патерностер
Фернандо Патерностер (Певахо, 24. мај 1903 — Буенос Ајрес, 6. јун 1967) био је аргентински фудбалер и тренер. Играо је за фудбалску репрезентацију Аргентине и помагао промоцију фудбала широм Јужне Америке у земљама као што су Колумбија и Еквадор.
Учествовао је и на првом светском првенству у фудбалу 1930. године, где је Аргентина заузела друго место иза Уругваја.